# 대한민국의 성우 목록
다음은 대한민국 방송사 극회 성우 목록이다.

## 방송사
- 한국방송 성우극회
- 문화방송 성우극회
- 교육방송 성우극회
- 대원방송 성우극회
- 대교방송 성우극회
- 투니보이스 성우극회
- 기독교방송 성우극회
- 가톨릭평화방송 성우극회

※ SBS는 1990년 개국을 한 이후 현재까지 지상파 방송사 중 유일하게 자사 성우극회를 두지 않았기 때문에 여기에 표기하지 않았다.

## 같이 보기
- 한국성우협회